# Google Sidewiki
Google Sidewiki — это расширение для браузера, которое позволяет пользователям создавать и просматривать комментарии о том или ином веб-сайте в отдельной рамке браузера. Оно было запущено 23 сентября 2009.
Google использует алгоритмы ранжирования для определения релевантности и полезности комментариев, используя такие критерии, как голосование пользователей по комментарию: вверх или вниз, а также предыдущие комментарии пользователей. Любой человек может посмотреть Google профиль комментатора, кликнув на его имя, и по накопленным записям в его профиле, проконтролировать надёжность комментатора. Sidewiki доступна для Internet Explorer и Firefox через панель инструментов Google, и браузера 
Google Chrome через расширение ПО. Для других браузеров, как например, Safari, она доступна как букмарклет.
А читать комментарии Google Sidewiki можно вообще не устанавливая никакого дополнительного софта, используя Sidewiki ридер.
Sidewiki позволяет пользователям взаимодействовать с веб-сайтом таким образом, который владелец 
сайта не может контролировать, что уже вызвало критику, так как для владельца веб-сайта пока 
нет никакой возможности отказаться от этой услуги.
2 сентября 2011 года было объявлено о закрытии проекта.